# Vier Heemskinderenbrug
De Vier Heemskinderenbrug, ook wel Vier Heemskinderensluis is een vaste brug in Amsterdam-Centrum.
Ze is gelegen in de westelijke kade van de Herengracht en voert over de Leidsegracht. Ze is sinds 1995 een gemeentelijk monument en wordt omringd door rijksmonumenten. Een van die monumenten Herengracht 394 heeft een gevelsteen onder het middelste raam op de eerste verdieping met daarop de Vier Heemskinderen te paard, de naamgevers van deze brug.
Hier ligt al eeuwen een brug. Daniël Stalpaert tekende op zijn kaart van 1662 hier een brug in over de Leydesche graft in de kade van de Heere graft. Of de brug er toen al lag is de vraag, het gebied ten zuiden van de Leidsegracht was toen nog onbebouwd en staat meer als idee op de kaart dan daadwerkelijk ingevuld. Als Frederik de Wit met zijn kaart komt rond 1688 is de nieuwe uitleg al ingetekend en is ook de brug zichtbaar. De brug zelf heeft twee stenen met daarop "Anno" en "1722" erop vermeld
Heden ten dage (gegevens 2017) ligt hier een drievoudige boogbrug, die brug is ook al zichtbaar op een foto van Andries Jager uit circa 1870. Ze bestaat uit metselwerk, natuursteen (boog- en dekwerk) en gewapend beton met smeedijzeren balustrades. In 1910 is de brug enige tijd uit dienst vanwege herstelwerkzaamheden. Ook in het jaar daarop ligt het verkeer hier stil in verband met werkzaamheden. De brug werd in 1968 flink onder handen genomen, ze moest (opnieuw) verstevigd worden. Vanaf 19 februari 1968 was zij drie maanden lang alleen te gebruiken door voetgangers en fietsers. De brug hield daarbij hetzelfde uiterlijk. Opvallend aan de brug is de overgang of juist het ontbreken daarvan van de beide walkanten naar de brug zelf.

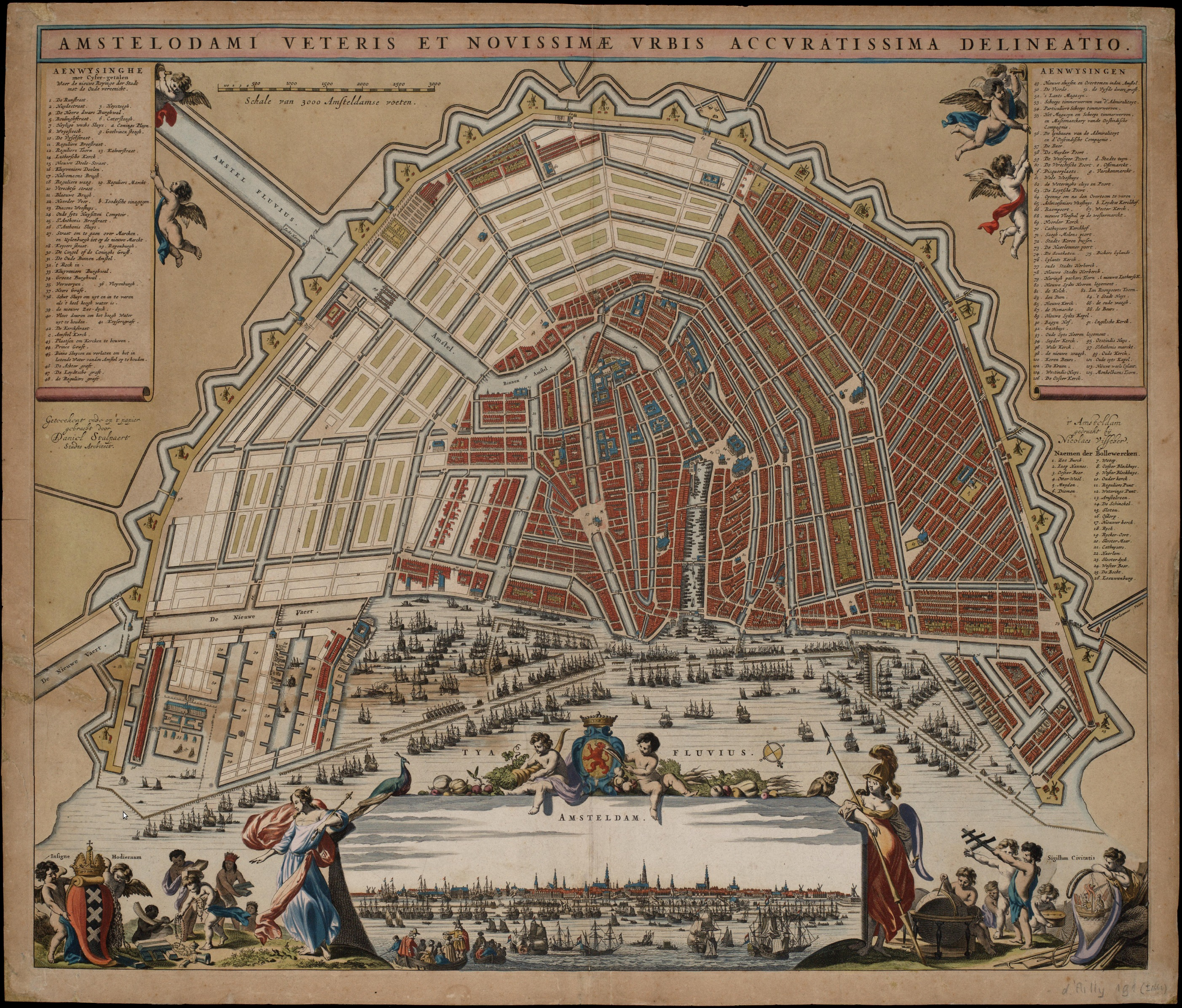
De brug op de kaart van Stalpaert uit 1662 op de grens tussen rood en wit

1 · 2 · 3 · 4 · 5 · 6 · 7 · 8 · 9 · 10 · 11 · 12 · 13 · 14 · 15 · 16 · 17 · 18 · 19 · 20 · 21 · 22 · 23 · 24 · 25 · 26 · 27 · 28 · 29 · 30 · 31 · 32 · 34 · 35 · 36 · 37 · 38 · 39 · 40 · 41 · 42 · 43 · 44 · 45 · 46 · 47 · 48 · 49 · 50 · 51 · 52 · 53 · 54 · 55 · 56 · 57 · 58 · 59 · 60 · 61 · 62 · 63 · 64 · 65 · 66 · 67 · 68 · 69 · 70 · 71 · 72 · 73 · 74 · 75 · 76 · 77 · 78 · 79 · 80 · 81 · 82 · 84 · 85 · 86 · 87 · 88 · 89 · 90 · 91 · 92 · 93 · 94 · 95 · 96 · 97 · 98 · 99 · >>>
Brugnummers 33 en 83 zijn niet (meer) vergeven